# 미나미촌 (도쿄도)
미나미촌(南村)은 도쿄도 미나미타마군에 설치되었던 촌이다. 현재의 마치다시에 해당한다.